# 貿易統計
貿易統計（ぼうえきとうけい　通関統計とも呼ばれる）は、日本の貿易についてまとめた統計。貿易の商品の種類、量、金額のほとんどを把握しているため、貿易状況を調べる上で基礎的な資料となる。毎月1回財務省から発表される。

## 作成方法
日本から輸出及び積戻し並びに輸入された貨物について、税関を通過する際に提出された輸出申告書、積戻し申告書、輸入申告書等、通関上の諸申告書等をもとに作成される。
（ただし、20万円以下の少額貨物、見本品、旅客携帯品、駐留軍・国連軍関係貨物、博覧会・展示会・見本市等への出品の貨物、貨物運送のための反復使用のコンテナ類等は統計上の金額からは除外されている。）。
計上価格は、輸出はFOB（Free On Board:本船甲板渡し）価格、輸入はCIF（Cost Insurance and Freight:運賃・保険料込み）価格となっている。
作成機関は、財務省関税局調査課。
（以上、外国貿易概況(日本関税協会)より抜粋）

### 品目の改定
貿易統計の輸出入の品目は、毎年改定されている。これは
- 実績の少ない品目の統廃合
- 輸出入が伸びてきた製品を把握するために、既存の品目から分割

などの理由による。
品目の改定については財務省が官報等で年に何度か発表するが、4、12月に改定されることが多い。

## 貿易概況
|          | 輸出         | 輸入         |
| -------- | ------------ | ------------ |
| 1992年度 | 43兆0529億円 | 29兆2250億円 |
| 1993年度 | 39兆6132億円 | 26兆4499億円 |
| 1994年度 | 40兆7503億円 | 28兆9888億円 |
| 1995年度 | 42兆0694億円 | 32兆9530億円 |
| 1996年度 | 46兆0406億円 | 39兆6717億円 |
| 1997年度 | 51兆4112億円 | 39兆9615億円 |
| 1998年度 | 49兆4493億円 | 35兆3938億円 |
| 1999年度 | 48兆5477億円 | 36兆4516億円 |
| 2000年度 | 52兆0452億円 | 42兆4494億円 |
| 2001年度 | 48兆5928億円 | 41兆5091億円 |
| 2002年度 | 52兆7271億円 | 43兆0671億円 |
| 2003年度 | 56兆0603億円 | 44兆8552億円 |
| 2004年度 | 61兆7231億円 | 50兆3713億円 |

※ただし、2004年度は速報値のため今後修正される可能性がある。
出典：「平成16年度分貿易統計（速報）の概要」(財務省)